# Cucullia indicta
Cucullia indicta là một loài bướm đêm trong họ Noctuidae.